# Est 241 und État 241
| Est 41.000 Est 241, État 241 SNCF 1-241 A       | Est 41.000 Est 241, État 241 SNCF 1-241 A                                    | Est 41.000 Est 241, État 241 SNCF 1-241 A |
| ----------------------------------------------- | ---------------------------------------------------------------------------- | --- |
| SNCF 241 A 65 beheimatet im Dampflok-Depot Full |                                                                              | |
| Lokomotive(n)                                   | Est 41.000                                                                   | Est 241, État 241 |
| Nummerierung                                    |                                                                              | |
| Est:                                            | 41.001 241.001                                                               | 241.002–041 |
| État:                                           |                                                                              | 241-001–049 |
| SNCF Region Ouest:                              |                                                                              | 3-241 A 1–49 |
| SNCF Region Est:                                | 1-241 A 1                                                                    | 1-241 A 2–41 ex-État-Lokomotiven: 1938 versetzte Lokomotiven bis Umbau: 1-241 A 108…141 1946 versetzte Lokomotiven bis Umbau: 1-241 A 301…339 nach Umbau: 1-241 A 50–90 |
| SNCF:                                           | 241 A 1                                                                      | 241 A 2–90 |
| Technische Daten                                |                                                                              | |
| Anzahl:                                         | 1                                                                            | 89 |
| Hersteller:                                     | Est-Zentral- werkstätte Épernay                                              | Fives-Lille Batignolles Châtillon SFCM |
| Baujahr(e):                                     | 1925                                                                         | 1930–1934 |
| Ausmusterung:                                   | 1959                                                                         | 1952–1965 |
| Bauart:                                         | 2’D1’ h4v                                                                    | 2’D1’ h4v |
| Spurweite:                                      | 1435 mm (Normalspur)                                                         | 1435 mm (Normalspur) |
| Länge über Puffer:                              | 25.760 mm                                                                    | 26.300 mm |
| Länge Lok alleine                               | 16.010 mm                                                                    | 16.010 mm |
| Breite:                                         | 3032 mm                                                                      | 3032 mm |
| Höhe:                                           | 4026 mm                                                                      | 4026 mm |
| Fester Radstand:                                | 6150 mm                                                                      | 6150 mm |
| Radstand Lok alleine:                           | 12.970 mm                                                                    | 11.170 mm |
| Gesamtradstand:                                 | 21.958 mm                                                                    | 21.400 mm |
| Leermasse Lok alleine:                          | 102,6 t                                                                      | 109,5…112,6 t |
| Dienstmasse Lok alleine:                        | 112 t                                                                        | 120…122,6 t |
| Dienstmasse mit Tender:                         | 182,2 t                                                                      | 192,9…195,5 t |
| Reibungsmasse:                                  | 74,3 t                                                                       | 77…78,5 t |
| Radsatzfahrmasse:                               | 18,7 t                                                                       | 19,7 t |
| Höchstgeschwindigkeit:                          | bei Ablieferung: 120 km/h nach Unfällen 1932–1933: 90 km/h ab 1934: 110 km/h | bei Ablieferung: 120 km/h nach Unfällen 1932–1933: 90 km/h ab 1934: 110 km/h                                                                                            |
| Indizierte Leistung:                            | 1800 kW (2450 PS)                                                            | 1890…2574 kW (2800…3500 PS) |
| Anfahrzugkraft:                                 | 235 kN                                                                       | |
| Kuppelraddurchmesser:                           | 1950 mm                                                                      | 1950 mm |
| Laufraddurchmesser vorn:                        | 920 mm                                                                       | 920 mm |
| Laufraddurchmesser hinten:                      | 1080 mm                                                                      | 1080 mm |
| Steuerungsart:                                  | Walschaerts                                                                  | Walschaerts |
| HD-Zylinderdurchmesser:                         | 450 mm                                                                       | 450 mm |
| ND-Zylinderdurchmesser:                         | 610 mm                                                                       | 660 mm |
| Kolbenhub:                                      | 720 mm                                                                       | 720 mm |
| Kesselüberdruck:                                | 16 bar nach 1928: 17 bar                                                     | 20 bar bei SNCF: 18 bar |
| Rostfläche:                                     | 4,43 m²                                                                      | 4,43 m² |
| Strahlungsheizfläche:                           | 23,9 m²                                                                      | 23,9 m² |
| Verdampfungsheizfläche:                         | 217,6 m²                                                                     | 223,2 m² |
| Überhitzerfläche:                               | 92 m²                                                                        | 70 m² |
| Kesseldurchmesser:                              | 1800 mm                                                                      | 1800 mm |
| Brennstoffvorrat:                               | 10 t Kohle                                                                   | 8,5 t Kohle |
| Wasservorrat:                                   | 32 m³                                                                        | 35 m³ |
| Lokbremse:                                      | Druckluftbremse mit Zusatzbremse                                             | Druckluftbremse mit Zusatzbremse |
| Zugbremse:                                      | Druckluftbremse                                                              | Druckluftbremse |
| Zugheizung:                                     | Dampf                                                                        | Dampf |

Die Est 241 und die État 241 waren französische Dampflokomotiven mit Schlepptender, die im Schnellzugdienst der Chemins de fer de l’Est (Est) und der Chemins de fer de l’État (État) eingesetzt wurden. Sie waren als Vierzylinder-Heißdampf-Verbundlokomotiven nach de Glehn ausgeführt. Der Prototyp Est 41.001 war mit der Achsfolge 2’D1’ die erste Mountain-Lokomotive Europas. Bei ihrer Inbetriebnahme war sie die größte und leistungsfähigste Dampflokomotive des Kontinents. Nach der Erprobung gingen 40 Lokomotiven an die Est und 49 baugleiche Maschinen an die État. Nach der Gründung der Société nationale des chemins de fer français (SNCF) im Jahr 1938 erhielten die Lokomotiven der Ostbahn sowie die baugleichen Maschinen der Staatsbahn die Typenbezeichnung 1-241 A. Die erhaltene 241 A 65 des Dampflok-Depot Full ist nach der 241 P 17 die zweitgrößte betriebsfähige Dampflokomotive in Europas und befand sich seit 2018 in Revision. Seit dem 21. April 2024 ist die Lok nun wieder betriebsfähig und steht für Sonder- und Charterfahrten in der Schweiz zur Verfügung. 

## Geschichte

### Prototyp 41.001

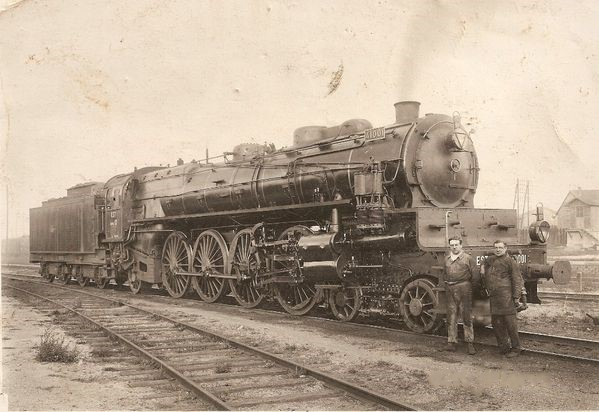
Est 41.001, noch ohne Windleitbleche

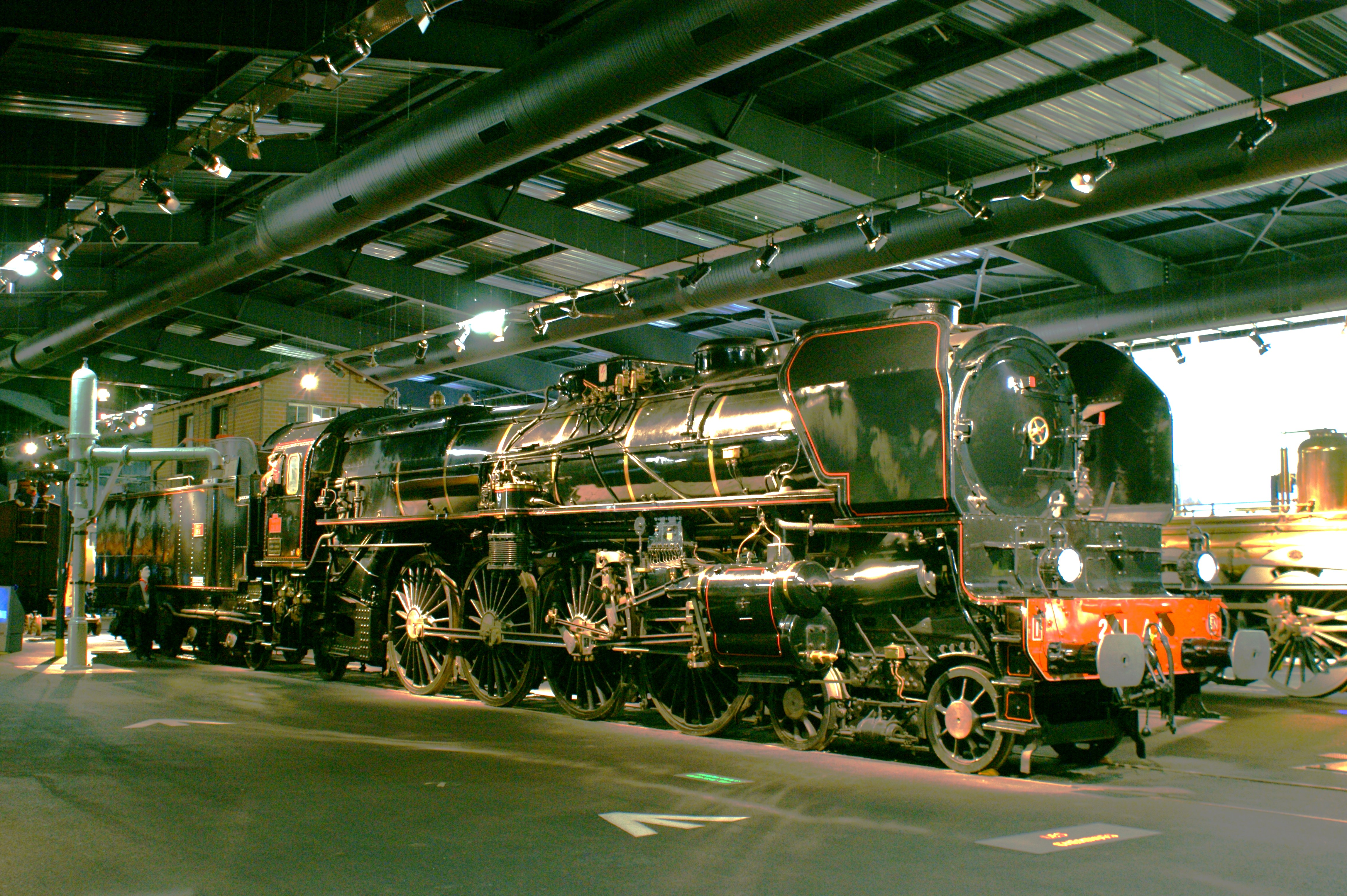
Museumslokomotive 241 A 1, ehemals Est 41.001

Durch die Einführung von Stahl- statt Holzwagenkästen bei den Reisezugwagen wurden die Züge deutlich schwerer, sollten aber gleichzeitig auch schneller befördert werden. Da die bisher eingesetzten Pacific-Lokomotiven für diese Züge weder über genügend Leistung noch über genügend Reibungsmasse verfügten, gab die Est 1922 Studien für eine Lokomotive in Auftrag, die der neuen Aufgabe gewachsen sein sollte, wobei die Achslast von 18,5 t nicht überschritten werden sollte. Dies führte im Juli 1924 zur Bestellung einer Verbundlokomotive mit vier Treibachsen. Der Prototyp entstand in der bahneigenen Werkstatt in Épernay mit der Fabriknummer 904 und wurde 1925 als Est 41.001 in Dienst gestellt. Er wurde auch als „Superlocomotive“ bezeichnet und war dem Depot Paris-La Villette zugeteilt. Die 41.001 wurde ab Januar 1925 auf den beiden Hauptstrecken Paris–Strasbourg und Paris–Mulhouse ausgiebig getestet und mit anderen Maschinen verglichen. Die Lokomotive hatte zu Beginn keine Windleitbleche.
Nach den Versuchsfahrten mit der Pacific-Lokomotive 3.1214 der Compagnie des chemins de fer du Nord im Oktober 1928 wurden an der 41.001 mehrere Änderungen vorgenommen. Es zeigte sich, dass der Querschnitt der Dampfleitungen zu klein war und dass die Verdampfungsleistung ungenügend war. Der zulässige Kesseldruck wurde deshalb von 16 auf 17 bar angehoben, der Durchmesser der Niederdruckzylinder von 610 mm auf 660 mm vergrößert und der Verlauf der Dampfleitungen optimiert. Die ursprünglich eingebaute Kylchap-Saugzuganlage, wurde durch eine mit variablem Konus der Bauart Nord ersetzt, die 1929 einer dreistrahliger Kleeblattdüse der Bauart PLM weichen musste, bevor 1930 wieder die Kylchap-Anlage eingebaut wurde. Die Triebstangen wurden verstärkt. Diese Verbesserungen führten zu einer Erhöhung der Leistung um annähernd 30 %. Auf der Weltausstellung des Jahres 1930 im belgischen Lüttich wurde die nun als 241.001 bezeichnete Lokomotive neun Monate lang gezeigt.

### Serienlokomotiven

#### Bau und Ablieferung

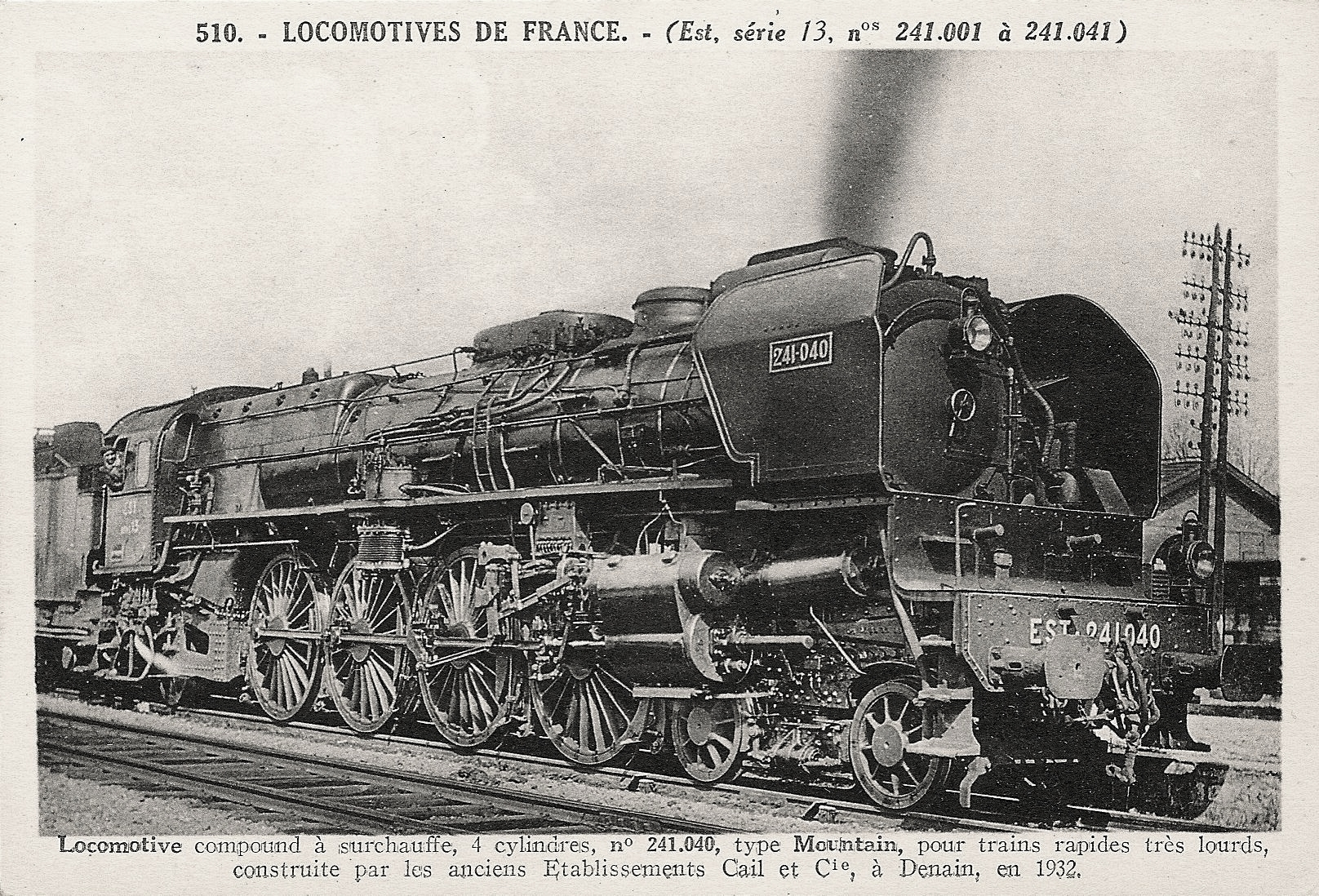
Est 241.040 (1932)

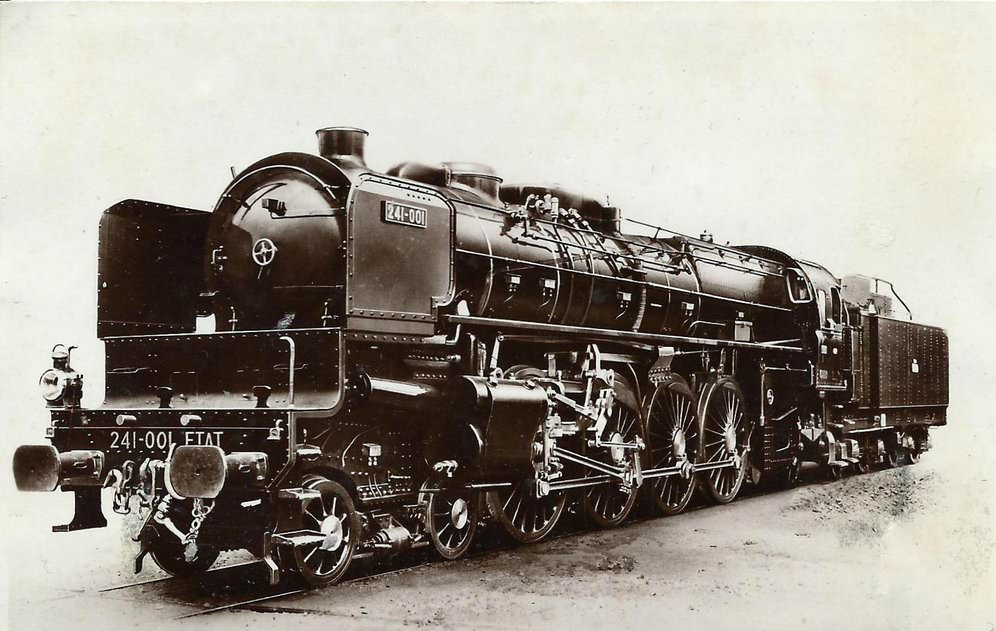
État 241-001

Nach gründlicher Erprobung der 41.001 wurden 1930 bis 1934 89 Serienlokomotiven gebaut, die sich in einigen Details vom Prototyp unterschieden. Die Verdampfungsheizfläche stieg von 217,6 m² auf 223,2 m², der maximale Kesseldruck wurde von 17 auf 20 bar erhöht, die Achslast erhöhte von 18,7 t auf 19,7 t. Weiter Änderungen betrafen die Kolbenstangen der Hochdruckzylinder, die Besandungsanlage, den Achsstand, die Rauchkammer, die Position des Schornsteins und die Windleitbleche.
Im Februar und April 1930 bestellte die Est die 20 Maschinen mit den Nummern 241.002 bis 241.021 bei Fives-Lille und weitere 20 Maschinen mit den Nummern 241.022 bis 241.041 bei der Société française de constructions mécaniques (SFCM). Die Auslieferung erfolgte zwischen Mai 1931 und Februar 1932. Sie wurden auf die Depots Pairs-La Villette (12 Lokomotiven) und Chaumont (19) verteilt, anfangs waren auch in Troyes neun Lokomotiven beheimatet.
Die État litt damals darunter, dass sie die Züge zu den Atlantikhäfen Cherbourg und Le Havre wegen der höheren Anhängelasten häufig teilen musste, da auch hier das Gewicht der Züge durch die Umstellung von Holz- auf Stahlwagenkästen gestiegen war. Um die dadurch entstehenden Mehrkosten zu vermeiden, suchte man nach geeigneten Lokomotiven, die in der Lage waren, die Züge ungeteilt zu befördern. Versuche mit der NORD 231 „Super Pacific“ und der PLM 241 A überzeugten nicht, so dass sich die État für die „Mountains“ der Est entschied und im Mai und Juni 1931 bei Fives-Lille die Lokomotiven mit den Nummern 241-001 bis 241-029 und bei SFCM die Lokomotiven mit den Nummern 241-030 bis 241-039 bestellte. Sie wurden zwischen August 1931 und Juli 1932 geliefert. Zehn weitere Maschinen mit den Nummern 241-040 bis 241-049 wurden im November 1932 bei der Société Batignolles-Châtillon in Nantes bestellt und zwischen Dezember 1934 und Juni 1935 in Dienst gestellt. Zunächst waren sie in Paris-Batignolles (29 Loks), Caen (6) und Montrouge (4) beheimatet.

#### Einsatz bei der Est
Zur Verbesserung der Wirtschaftlichkeit nahm die Est auf der Grundlage der Arbeiten von André Chapelon Änderungen an ihren „Mountains“ vor. Die Hochdruckzylinder mit einem Durchmesser von 450 mm wurden durch kleinere Stahlgusszylinder mit einem Durchmesser von 425 mm ersetzt. Die Kolbenschieber der Niederdruckzylinder erhielten geänderte Ein- und Auslasskanäle. 28 Lokomotiven erhielten Speisewasservorwärmer der Bauart ACFI, drei einen von Worthington. Die Feuerbüchse wurde durch eine geschweißte Stahlversion ersetzt und der Rost verbessert. Die Leistung konnte gegenüber der ursprünglichen Ausführung um fast 25 % gesteigert und der Kohleverbrauch leicht gesenkt werden.

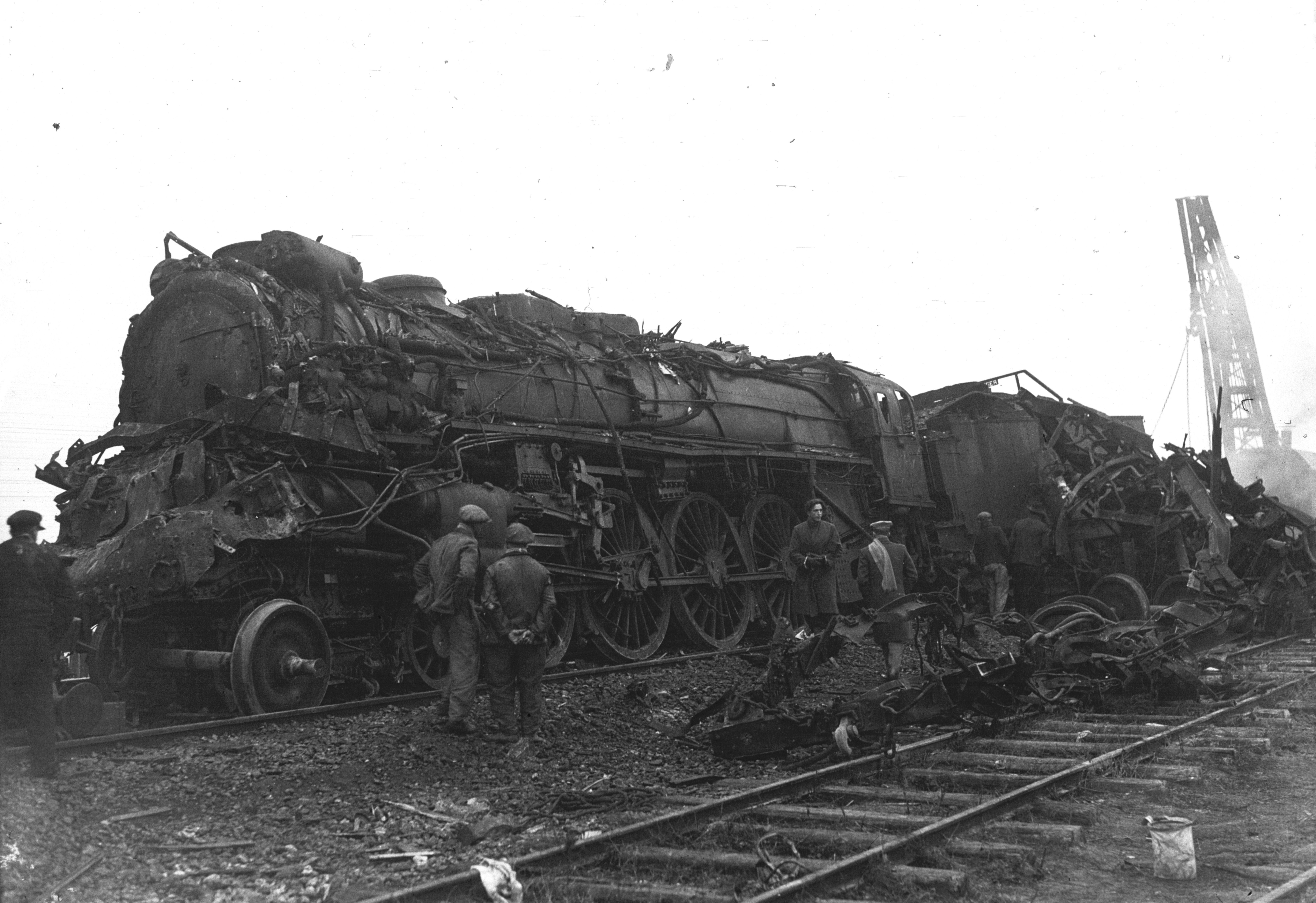
Verunfallte Lokomotive Est 241.017

Zunächst waren die Serienmaschinen wie der Prototyp für eine Höchstgeschwindigkeit von 120 km/h zugelassen. Im Oktober 1932 entgleiste die Est 241.036 in Presles-en-Brie und im Oktober 1933 die État 241-022 bei Conches woraufhin alle Lokomotiven der Baureihe nur noch mit maximal 90 km/h fahren durften. Im Jahr 1934 wurde die Höchstgeschwindigkeit auf 105 km/h und ein Jahr später auf 110 km/h erhöht. Ein weiterer Unfall ereignete sich mit der Lokomotive 241.017, die beim Eisenbahnunglück von Lagny auf einen stehenden Zug auffuhr. Der Unfall forderte 204 Todesopfer und gilt als einer der schwersten Eisenbahnunfälle der Friedenszeit.

#### Einsatz bei der État
Die État hat keine Änderungen an ihren Maschinen vorgenommen. Nach dem Unfall von Concehs wurden die Lokomotiven bis zum Abschluss der Untersuchung stillgelegt, danach wurden sie aufgrund der auf 90 km/h reduzierten zulässigen Höchstgeschwindigkeit in untergeordnete Dienste versetzt, den hochwertigen Schnellzugdienst übernahmen die 130 km/h schnellen „Pacifics“ 231 D, R und W. Im Jahr 1934 wurden 16 Pariser Lokomotiven nach Montrouge abgegeben, das nun 20 Loks beheimatete, als neuer Standort kam Laval mit etwa 15 Lokomotiven hinzu. Die zehn von Batignolles-Châtillon zwischen Dezember 1934 und Juni 1935 gelieferten Lokomotiven waren ab Werk mit ACFI-Vorwärmer, mechanischer Schmierung, Hochdruckzylindern aus Stahlguss und anderen Neuerungen ausgestattet. Sie wurden kurzzeitig dem Depot Paris-Batignolles zugeteilt, wurden aber ab Mai 1936 alle in die Bretagne nach Laval und Montrouge versetzt, ebenso wie die Lokomotiven aus Caen.

#### Übergang zur SNCF
Nach der Elektrifizierung der Strecke Paris–Le Mans mit 1500 V Gleichstrom im Mai 1937 und der Eingliederung der französischen Bahnen in die SNCF im Januar 1938 wurden zehn ehemalige État-Lokomotiven dem Depot Chaumont zugeteilt. Während Belfort zehn ehemalige Est-Lokomotiven aus Chaumont erhielt, die zwischen Troyes und Basel eingesetzt wurden. Die übrigen État-Lokomotiven kamen in die neuen Standorte Rennes (16 Lokomotiven), Le Mans (8) und Brest (3).
Damit die nicht modernisierten État-Lokomotiven nicht mit den ehemaligen Est-Lokomotiven verwechselt werden konnten, erhielten die État-Lokomotiven die Nummern 1-241 A 1xx, d. h. der ursprünglichen, zweistelligen Ordnungsnummer wurde eine 1 vorangestellt. Die ehemaligen Est-Lokomotiven erhielten die Betriebsnummern 1-241 A 1 bis 41. Alle Lokomotiven, die auf dem Gebiet der ehemaligen Est verkehrten, erhielten die 1 und den Bindestrich vor der Baureihenbezeichnung.

#### Zweiter Weltkrieg
Nach Ausbruch des Zweiten Weltkrieges wurden ab Herbst 1939 zahlreiche Lokomotiven an sicheren Orten außerhalb möglicher Kampfgebiete abgestellt. Nach dem Westfeldzug wurden die Lokomotiven auf den Strecken Paris–Langres, Paris–Novéante, Le Mans–Brest und Rennes–Auray eingesetzt. Die deutschen Besatzer setzten sie für Urlaubszüge, Truppentransporte, im Güterverkehr oder im Zusammenhang mit dem Bau des Atlantikwalls ein. In dieser Zeit fuhren sie bis nach Quimper, da das Verbot, die Blavet-Brücke in Hennebont zu befahren, nicht eingehalten wurde. Da es sich um komplizierte Verbundlokomotiven handelte, war das Interesse der deutschen Besatzer an ihnen gering, insgesamt wurden nur neun Exemplare abgeführt: aus dem Bestand der ehemaligen État die Nummern 3-241 A 1, 15, 19, 21, 22, 27, 48 und aus dem Bestand der ehemaligen Est die Nummern 1-241 A 4 und 9. Die abgeführten État-Lokomotiven wurden durch Est-Lokomotiven ersetzt, die in Montrouge beheimatet waren und von Paris nach Le Mans und Granville eingesetzt wurden. Zwischen 1942 und 1946 wurden zehn vormaligen État-Loks mit den Verbesserungen der Est-Lokomotiven versehen und zu 1-241 A 42 bis 51 umnummeriert. Ab 1941 wurden alle Lokomotiven mit dem Traitement-Intégral-Armand (TIA) ausgerüstet, einem auf dem Tender aufgebautem System, das durch Zugabe von Chemikalien der im Wasser gelöste Kalk ausfällt und so die Kesselsteinbildung verhinderte.
Am Ende des Zweiten Weltkrieges waren etwa zehn Lokomotiven schwer beschädigt, die in den Jahren 1945 bis 1946 repariert wurden. Die beiden Lokomotiven 1-241 A 12 und 20 galten als irreparabel und wurden abgeschrieben. Die 1-241 A 4 verblieb nach dem Krieg in Deutschland und wurde von den Franzosen 1953 abgeschrieben. Sie wurde Anfang der 1950er Jahre von der Deutschen Reichsbahn auf Kohlenstaubfeuerung umgebaut und mit der Betriebsnummer 08 1001 in Dienst gestellt. Diese Lokomotive wurde bis 1958 vor einigen Schnellzügen zwischen Berlin und Leipzig eingesetzt und 1960 abgebrochen.

#### Nachkriegsjahre
Ab 1944 waren 15 Lokomotiven in Bar-le-Duc beheimatet, auf halber Strecke zwischen Paris und Straßburg, von wo aus sie auch Züge nach Metz und Saarbrücken führten. Sechs weitere Lokomotiven folgten bis 1950, während Belfort alle Lokomotiven abgab, ebenso das zerbombte Depot Chaumont, das erst nach der Reparatur des Viadukts von Chaumont und dem Neubau des Depots wieder Lokomotiven aufnehmen konnte. Ein Programm zur Erhöhung der Höchstgeschwindigkeit auf 120 km/h und zur Ausrüstung der Lokomotive mit einem Stoker zur mechanischen Rostbeschickung, der die Arbeit des Heizers erleichtert hätte, wurde von der SNCF nicht weiter verfolgt.
Im Westen wurden die 241 A von den 141 P und den 141 R verdrängt. Zwischen Oktober 1946 und März 1947 gab die Region West 14 Lokomotiven an Chaumont und Straßburg ab, so dass Le Mans keine 241 A mehr beheimatete, dafür Chaumont wieder 21 Lokomotiven besaß. Im Laufe des Jahres 1948 folgten 15 weitere Lokomotiven aus dem Osten, so dass auch Rennes keine 241 A mehr beheimatete, dafür neu Straßburg 21 Stück, die die 1-231 B ablösten.
Die insgesamt 29 in die Region Ost ungeteilten ehemaligen État-Lokomotiven erhielten anfangs die Nummern 1-241 A 3xx, d. h. der ursprünglichen, zweistelligen Ordnungsnummer wurde eine 3 vorangestellt um sie von den leistungsstärkeren Est-Lokomotiven zu unterscheiden. Sie erhielten bis 1952 auch die Verbesserungen der Est-Lokomotiven und wurden nach erfolgtem Umbau die Nummern 1-241 A 52 bis 80. Bis April 1949 wurden auch die zehn Lokomotiven von Laval abgezogen, so dass die Region West ab diesem Datum gar keine 241 A mehr besaß. Diese Lokomotiven erhielten direkt die Nummern 1-241 A 81 bis 90, weil sie die Modifikationen bereits ab Werk eingebaut hatten.

#### Ausmusterung

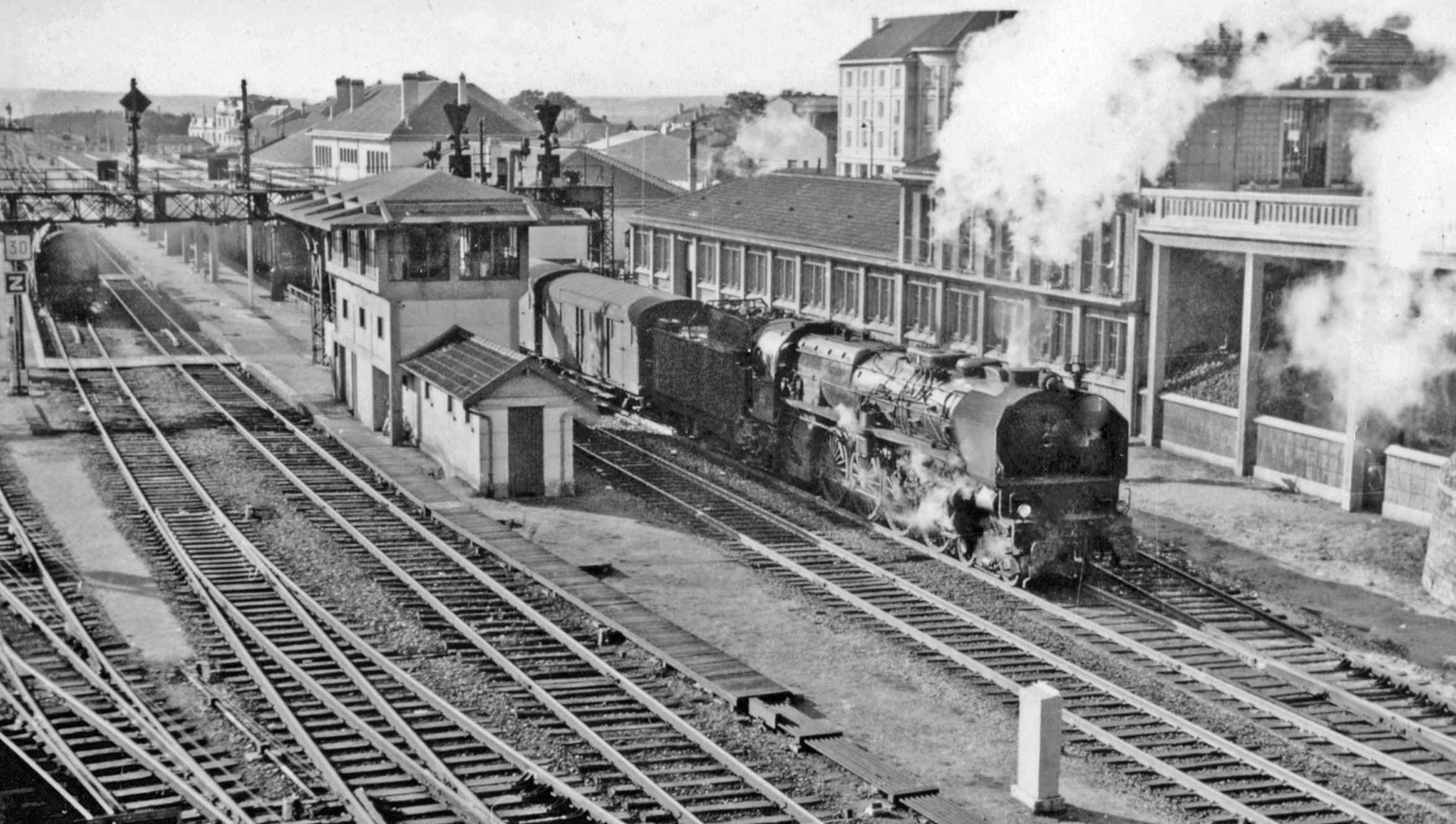
Eine 241 A verlässt Chaumont

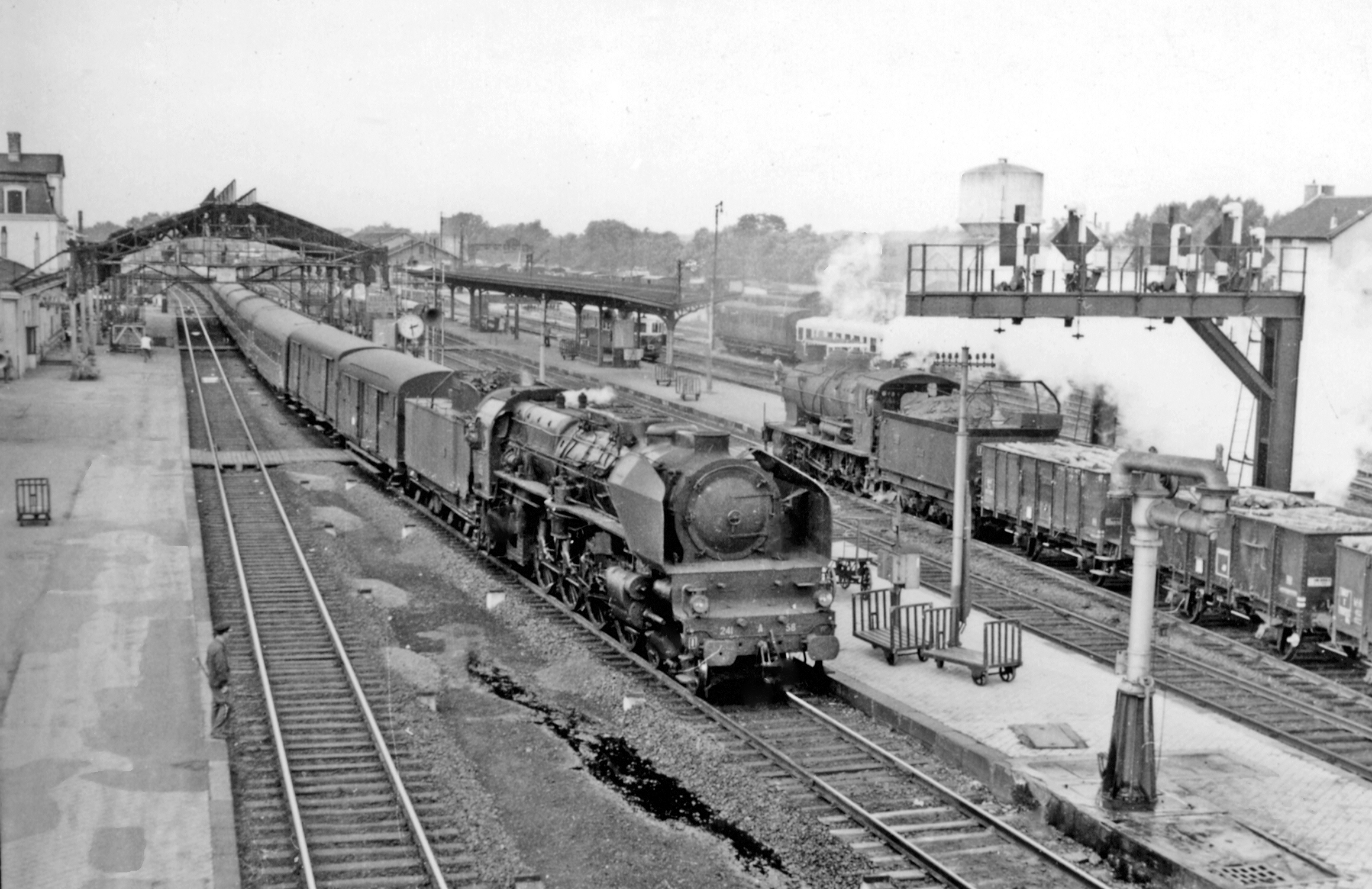
Die 241 A 58, ursprünglich État 241-022, verlässt Chalons-sur-Marne

Ab 1951 wurden die Straßburger Loks durch die 141 P und die 231 K verdrängt, so dass das Depot bereits im Juni 1953 keine 241 A mehr besaß. Denn die 231 K der ehemaligen PLM, die nach der Elektrifizierung der Strecke Paris–Lyon in großer Zahl frei wurden, waren zwar etwas schwächer als die 241 A, konnten aber statt 110 km/h 130 km/h fahren und waren günstiger im Unterhalt. Die vielseitig einsetzbaren 141 P verursachten auch geringere Instandhaltungskosten, so dass ab 1952 keine größeren Revisionen an den 241 A mehr durchgeführt wurden. Zwischen 1952 und 1956 wurden 15 Loks ausgemustert. Gut erhaltene Loks wurden kalt abgestellt und nur noch bei saisonalen Verkehrsspitzen wieder angeheizt. Ausgesondert wurden zunächst nur Lokomotiven in schlechtem Zustand oder solche, bei denen eine größere Revision anstand. Beginnend mit der Elektrifizierung der Strecke Valenciennes–Thionville Anfang der 1950er Jahre wurde der elektrische Betrieb im Raum Elsass-Mosel immer weiter ausgebaut, so dass ab Dezember 1956 die Dienste der 241 A aus Bar-le-Duc in Metz und Saarbrücken endeten und die Lokomotiven aus Chaumont nur noch bis Straßburg fuhren. Die mit Schweizer Bankkrediten finanzierte Elektrifizierung der Strecke Straßburg–Basel beschleunigte einerseits den Verkehr nach Paris und befreite andererseits Basel von Dampf- und Diesellokomotiven befreite. Zwischen 1959 und 1961 wurden 45 Lokomotiven der Baureihe 241 A ausgemustert. Die in Chaumont ausgemusterten Loks wurden durch solche aus den Depots Bar-le-Duc und Paris-La Villette ersetzt, zumal sie in La Villette ab 1958 durch 241 P ersetzt wurden.
Anfang der 1960er Jahre waren in Chaumont noch 20 Lokomotiven beheimatet, die noch bei Verkehrsspitzen am Wochenende und bei Ausfall der neuen Diesellokomotiven der Baureihen A1AA1A 68000 und A1AA1A 68500 eingesetzt wurden. Im Jahr 1964 waren nur noch sechs der 20 Lokomotiven im regulären Einsatz, im Januar 1965 waren es nur noch fünf, die 241 A 61 wurde als letzte Lokomotive am 18. Februar 1965 ausgemustert.

## Nummerierung
Die Nummerierung der Lokomotiven kann verwirrend sein, insbesondere bei den État-Lokomotiven. Diese erhielten bei der Überführung in die Region Est neue Nummern, um sie von den bereits verbesserten Est-Lokomotiven unterscheiden zu können. Mit dem Einbau der Verbesserungen auch an den ehemaligen État-Lokomotiven erhielten diese neue Ordnungsnummern, die sich an die diejenigen der Est-Lokomotiven anschlossen.

### Est 241
Die Vorserienlokomotive trug zunächst die Nummer 41.001 und wurde später zur 241.001. Die Serienlokomotiven trugen bei der Est die Nummern 241.002 bis 241.041. Mit dem Übergang zur SNCF erhielt die Vorserienlokomotive die Nummer 1-241 A1, die Serienlokomotiven die Nummern 1-241 A 2 bis 41, wobei die 1 und der Bindestrich vor der Baureihenbezeichnung alle Lokomotiven erhielten, die im ehemaligen Gebiet Est verkehrten. Diese Gebietsbezeichnung verschwand nach dem Zweiten Weltkrieg, so dass die Lokomotiven die Nummern 241 A 1 bis 41 trugen.

### État 241
Ursprünglich trugen die Lokomotiven der État die Nummern 241-001 bis 049. Mit dem Übergang zur SNCF erhielten die État-Lokomotiven die Nummern 3-241 A 1 bis 49, wobei die 3 und der Bindestrich vor der Baureihenbezeichnung für alle Lokomotiven verwendet wurden, die auf dem ehemaligen Gebiet der État verkehrten. Die zehn Lokomotiven, die 1938 nach der Elektrifizierung der Strecke Paris–Le Mans in das östlich gelegene Depot Chaumont überführt wurden, erhielten die Nummern 1-241 A 108...141, um sie von den ehemaligen Est-Lokomotiven zu unterscheiden, die im Gegensatz zu den État-Lokomotiven Verbesserungen erhalten hatten. Die neue Nummer der État-Lokomotiven setzte sich aus der ursprünglichen Ordnungsnummer und einer vorangestellten 1 zusammen. Ähnlich wurde mit den Lokomotiven verfahren, die ab 1946 in die Region Est überführt wurden. Sie erhielten jedoch statt der 1 eine vorangestellte 3, so dass sie die Nummern 1-241 A 301...339 trugen. Erst mit dem Einbau der Verbesserungen wie bei den Est-Lokomotiven erhielten die État-Lokomotiven die Nummern 1-241 A 50 bis 80, die an die Nummerierung der Est-Lokomotiven anschlossen. Die ehemaligen Est-Lokomotiven 3-241 A 40 bis 49 erhielten bereits bei der Ablieferung die Verbesserungen der État-Lokomotiven, so dass sie direkt die Nummern 1-241 A 81 bis 90 erhielten. Nach Wegfall der Regionalbezeichnung erhielten die ehemaligen État-Lokomotiven die Nummern 241 A 50 bis 90.

## Erhaltene Lokomotiven
Zwei Exemplare blieben erhalten:
- Der Prototyp 241 A 1, die ehemalige Est 41.001, steht im Eisenbahnmuseum Cité du Train in Mulhouse. Die Lokomotive wurde im Januar 1959 in Paris-La Villette ausgemustert und war lange Zeit abgestellt, zunächst in Longueville, dann in Chalon-sur-Saône. Die SNCF-Werkstatt in Sotteville-lès-Rouen restaurierte die Lokomotive 1968, so dass sie ab 1971 im Eisenbahnmuseum in Mulhouse ausgestellt werden konnte, wo sie einen prominenten Platz in der ersten Halle erhielt,[21] wo sie jedoch aufgrund der dunklen Einrichtung der Halle sehr schwer zu fotografieren ist.

Lokomotive SNCF 241 A 1 (ex Est 41.001)
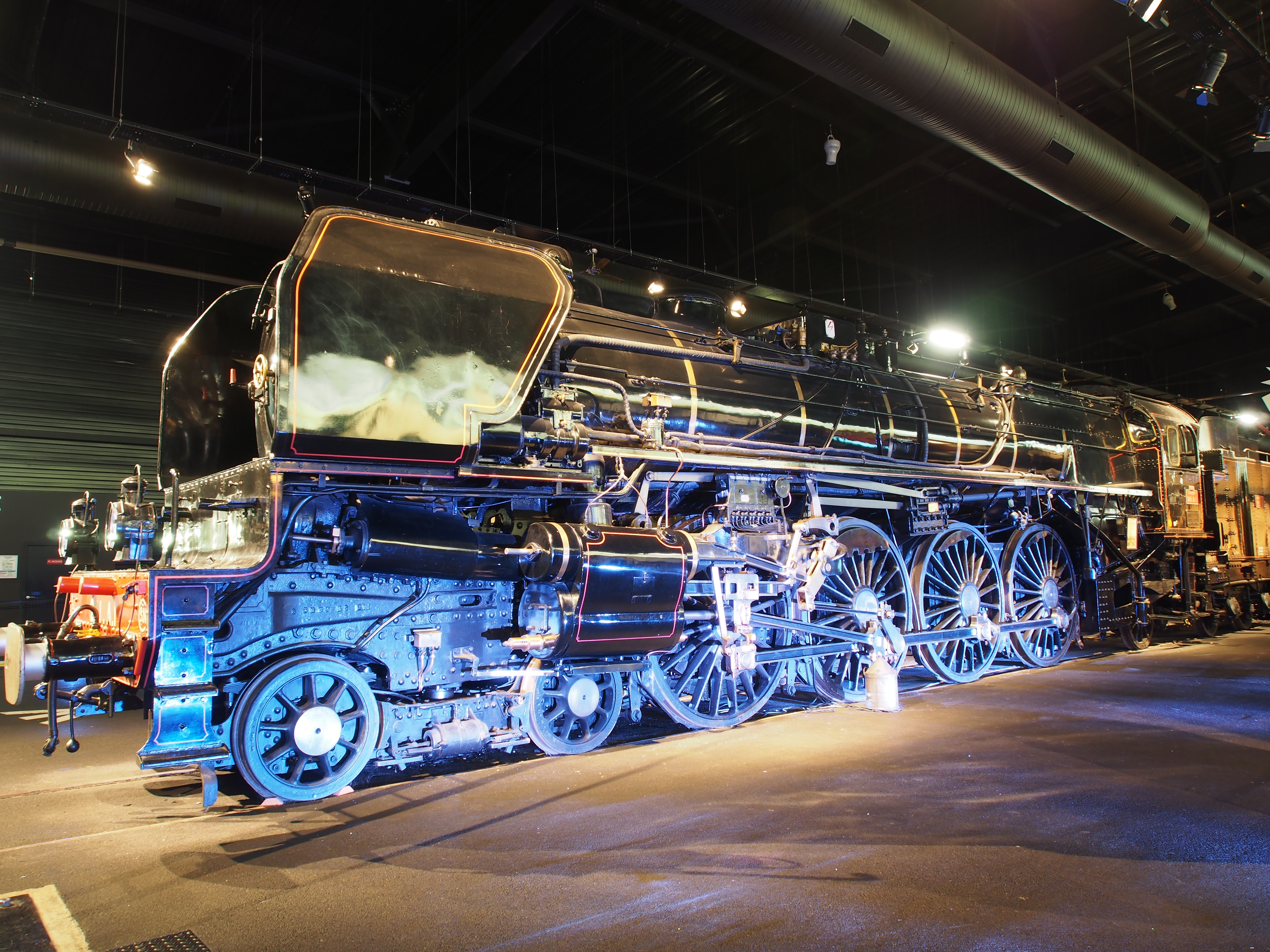
Gesamtansicht links
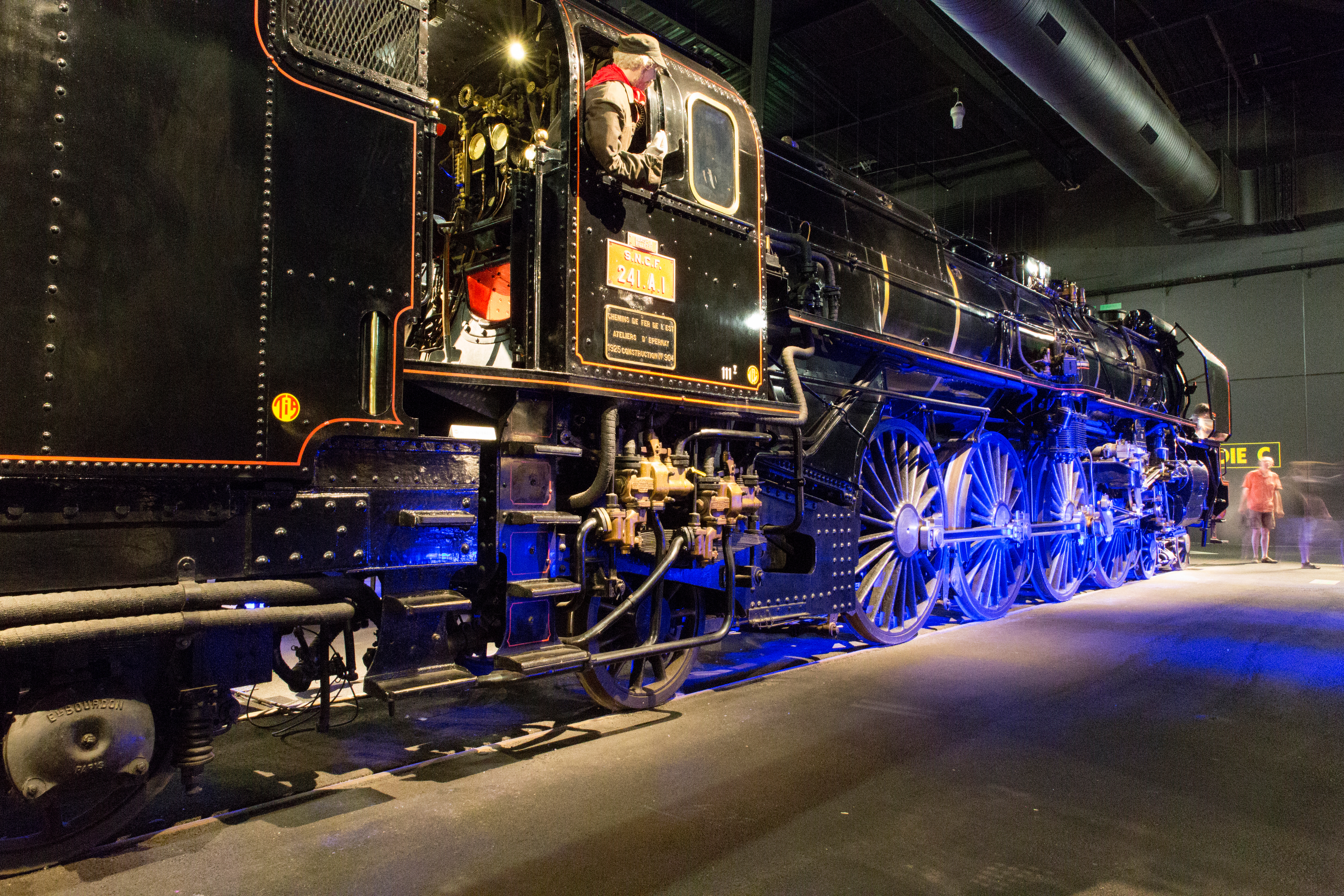
Gesamtansicht rechts
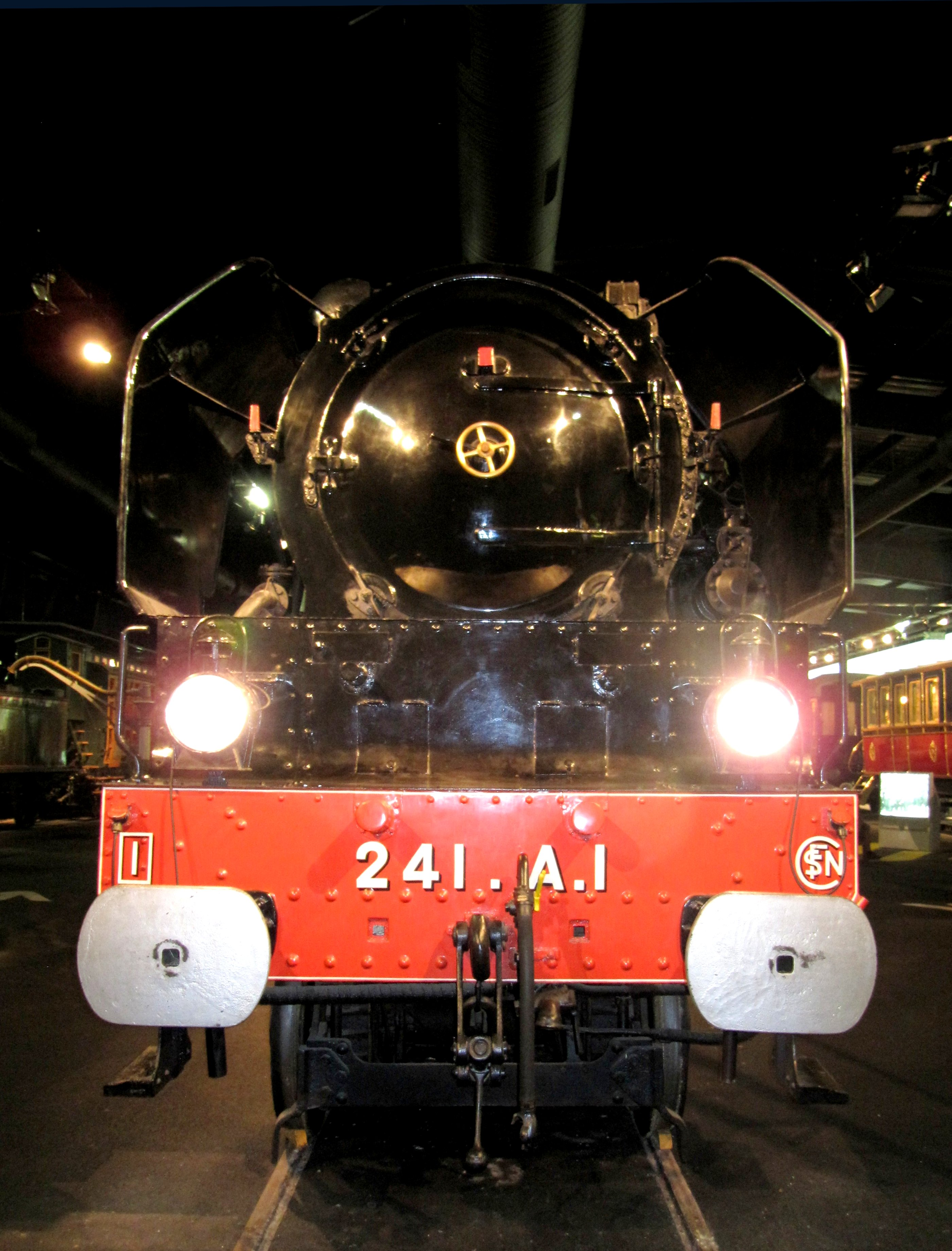
Front
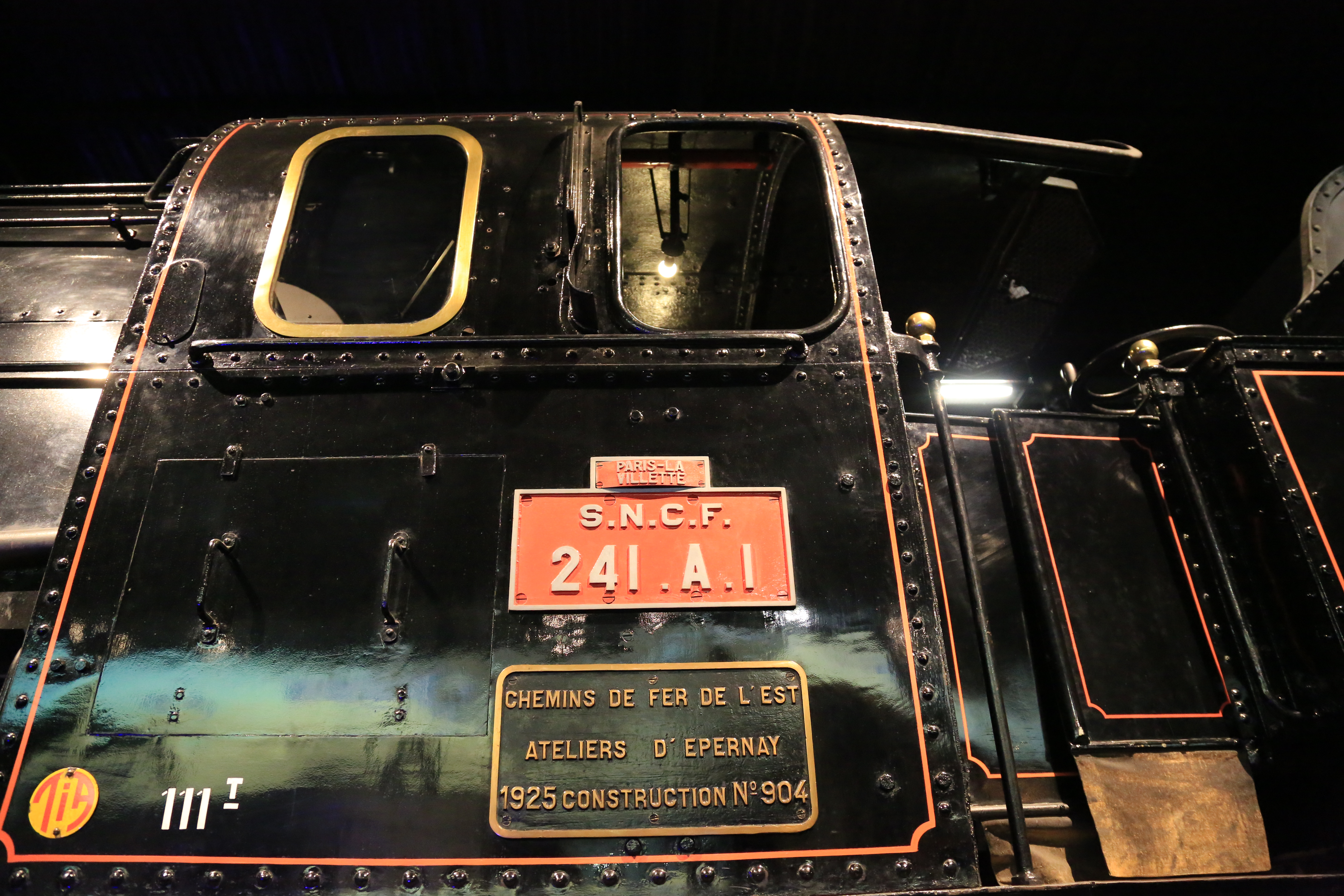
Führerhaus
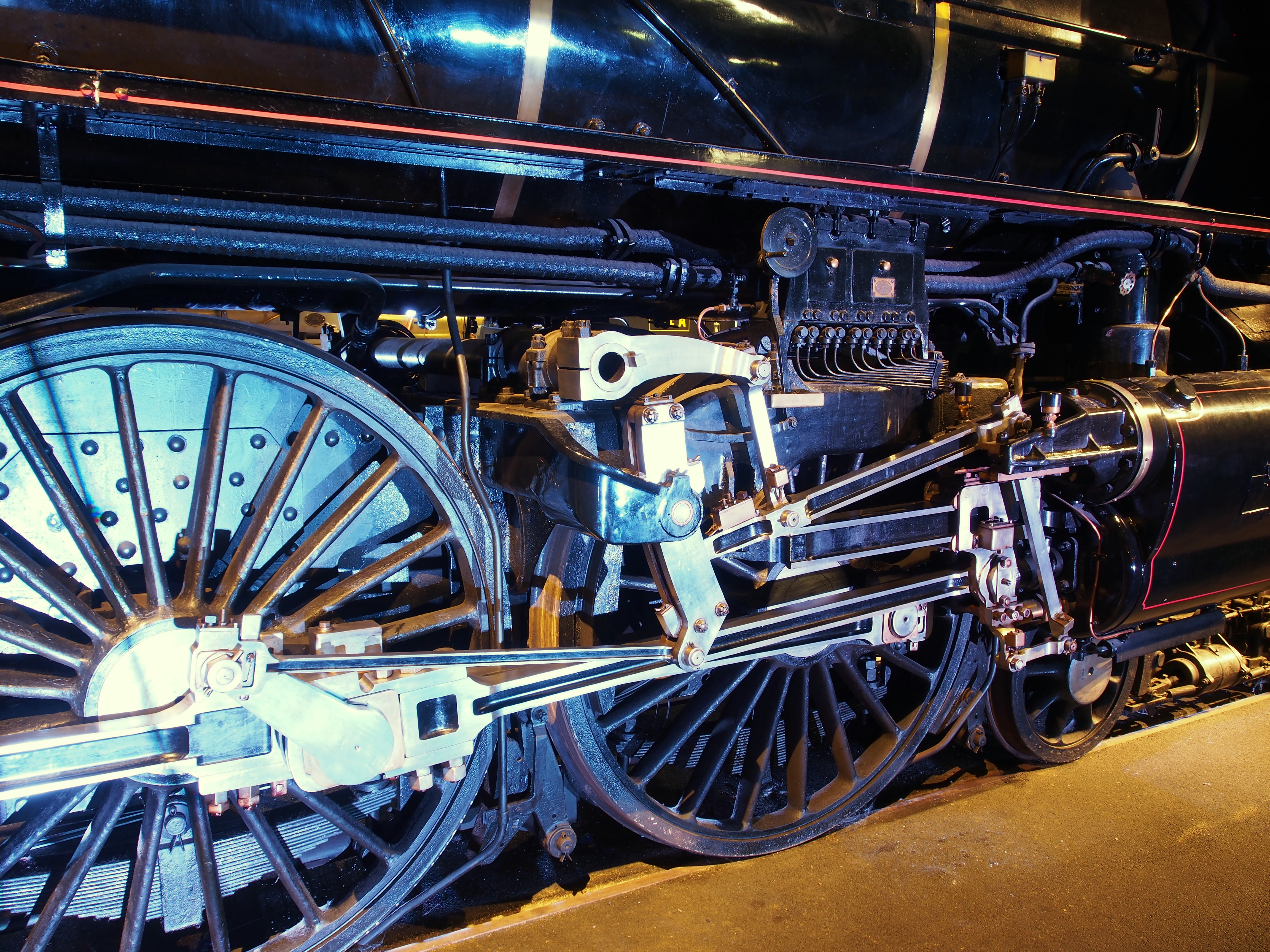
Triebwerk

- Die 241 A 65, die ehemalige État 241-001, war nach ihrer Ausmusterung in Chaumont im Februar 1965 noch bis 1968 als Heizlokomotive im Einsatz. Danach wurde sie von dem Waffenhändler Armin W. Glaser in der Schweiz erworben und stand nach einer kosmetischen Restaurierung durch die Depotinspektion Zürich ab 1978 im Verkehrshaus Luzern. Im Jahr 1982 kam die Lokomotive zu Oswald Steam in Samstagern, 1989 zum damaligen Club 241 A 65, der sie nach Saint-Sulpice zur Vapeur Val-de-Travers überführte. Ende 1996 wurde die Lokomotive im Dampflokwerk Meiningen betriebsfähig aufgearbeitet und im September 1997 erstmals wieder unter Dampf gesetzt.[22] Heute ist sie nach der SNCF 214 P 17 die zweitgrößte betriebsfähige Dampflokomotive Europas, hat eine Zulassung für die Schweiz und Deutschland und ist seit September 2008 in Full-Reuenthal beheimatet. Die Maschine ist unter anderem im 2017 erschienenen Film Mord im Orient Express mit Johnny Depp und Michelle Pfeiffer in Szenen zu sehen, die auf der Strecke der Schweizer Sursee-Triengen-Bahn gedreht wurden. Seit 2018 befindet sich die Dampflok in der Revision. Im Oktober 2023 waren die Arbeiten zu 90 % abgeschlossen.[23]

Lokomotive SNCF 241 A 65 (ex État 241-001)
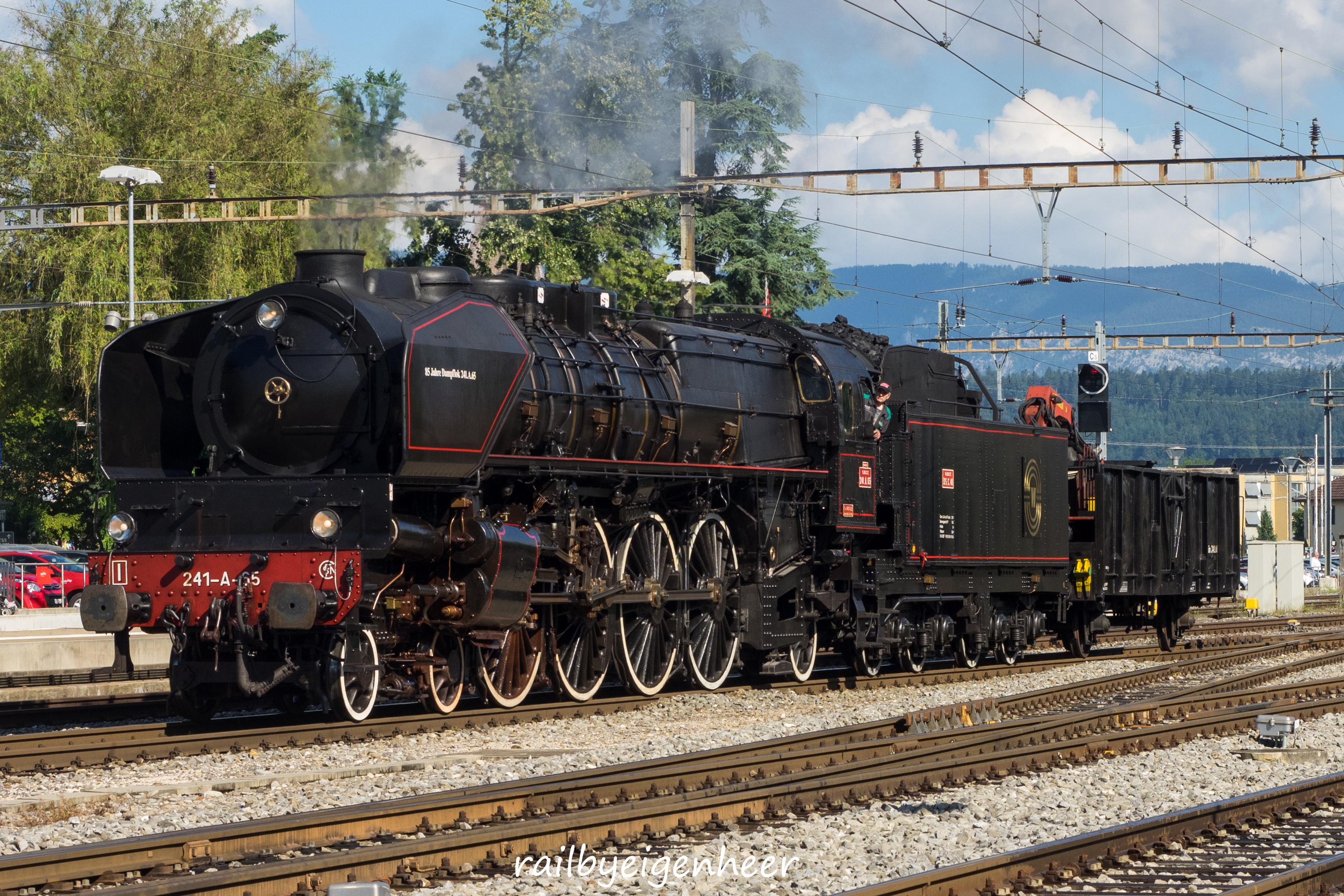
Gesamtansicht
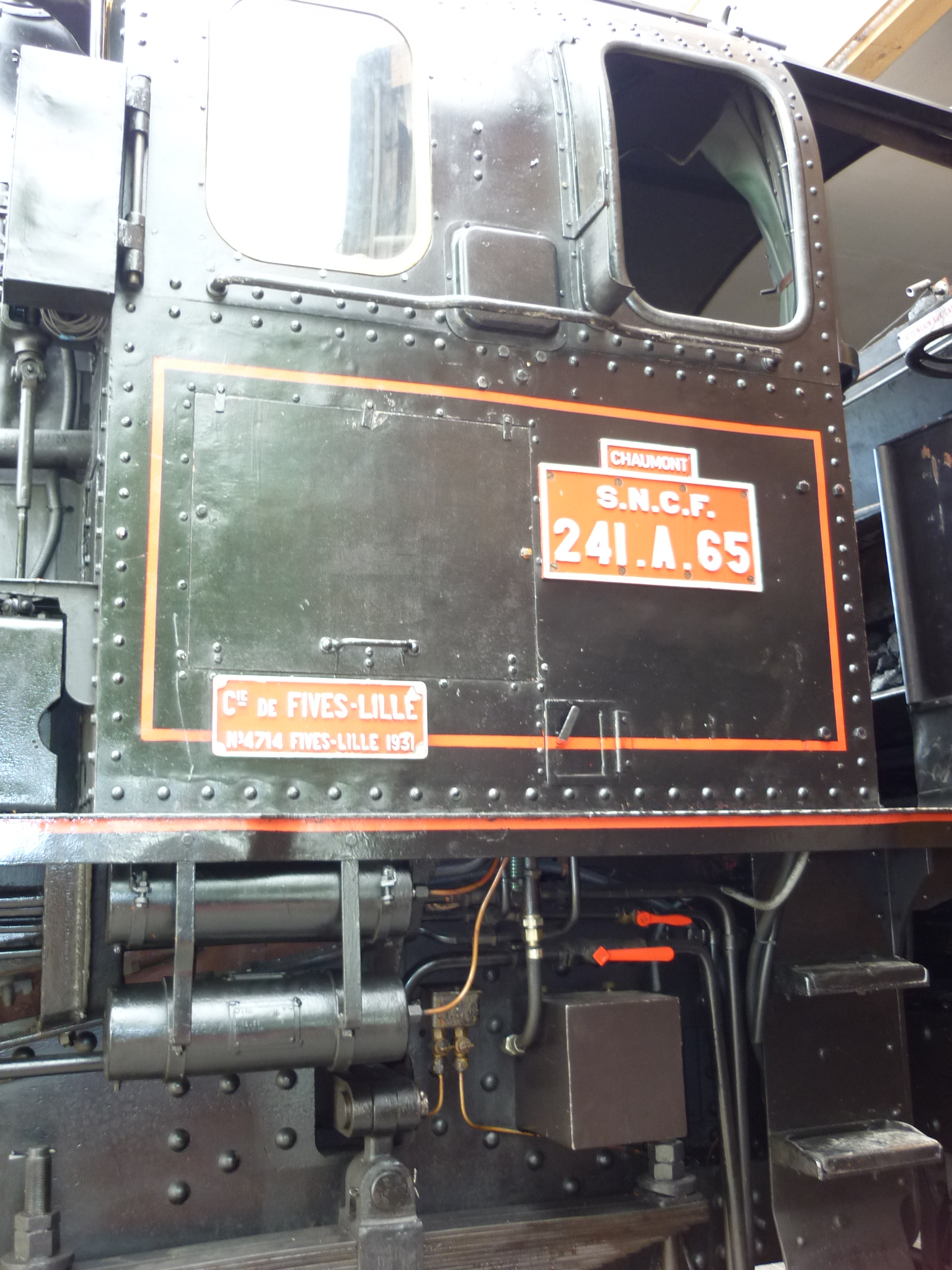
Führerhaus
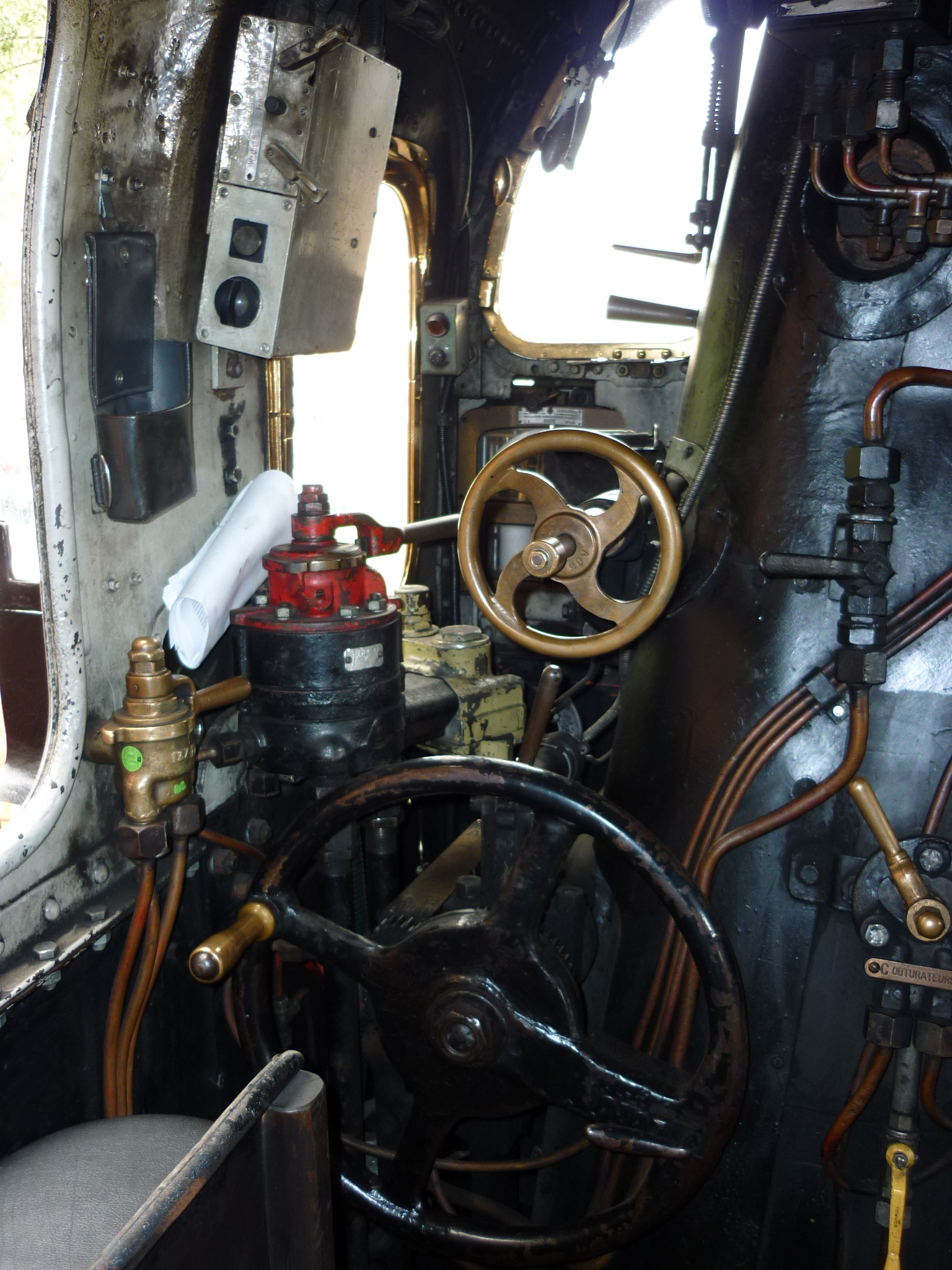
Führerstand links, Seite des Lokführers
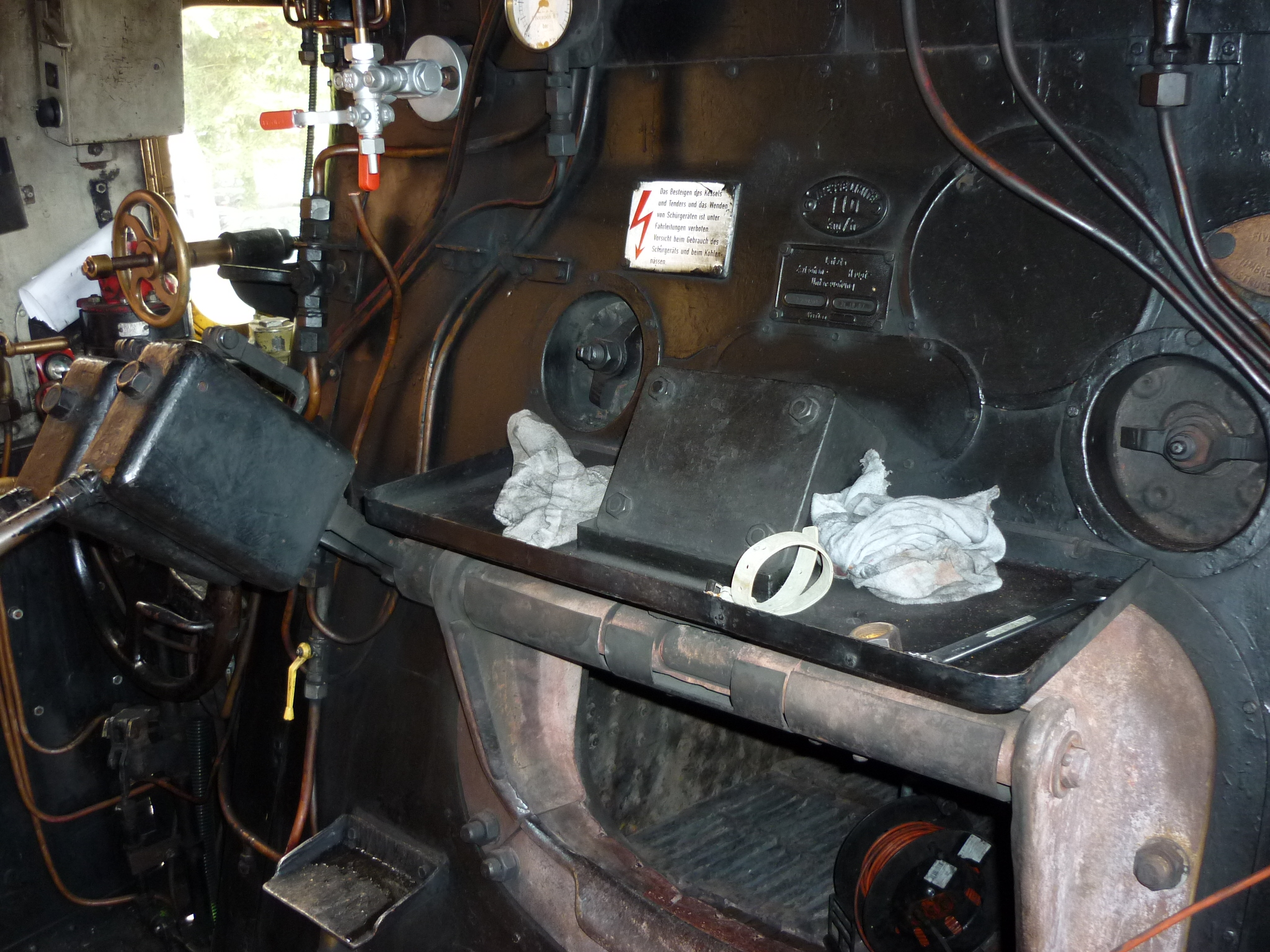
Feuertür zur Feuerbüchse
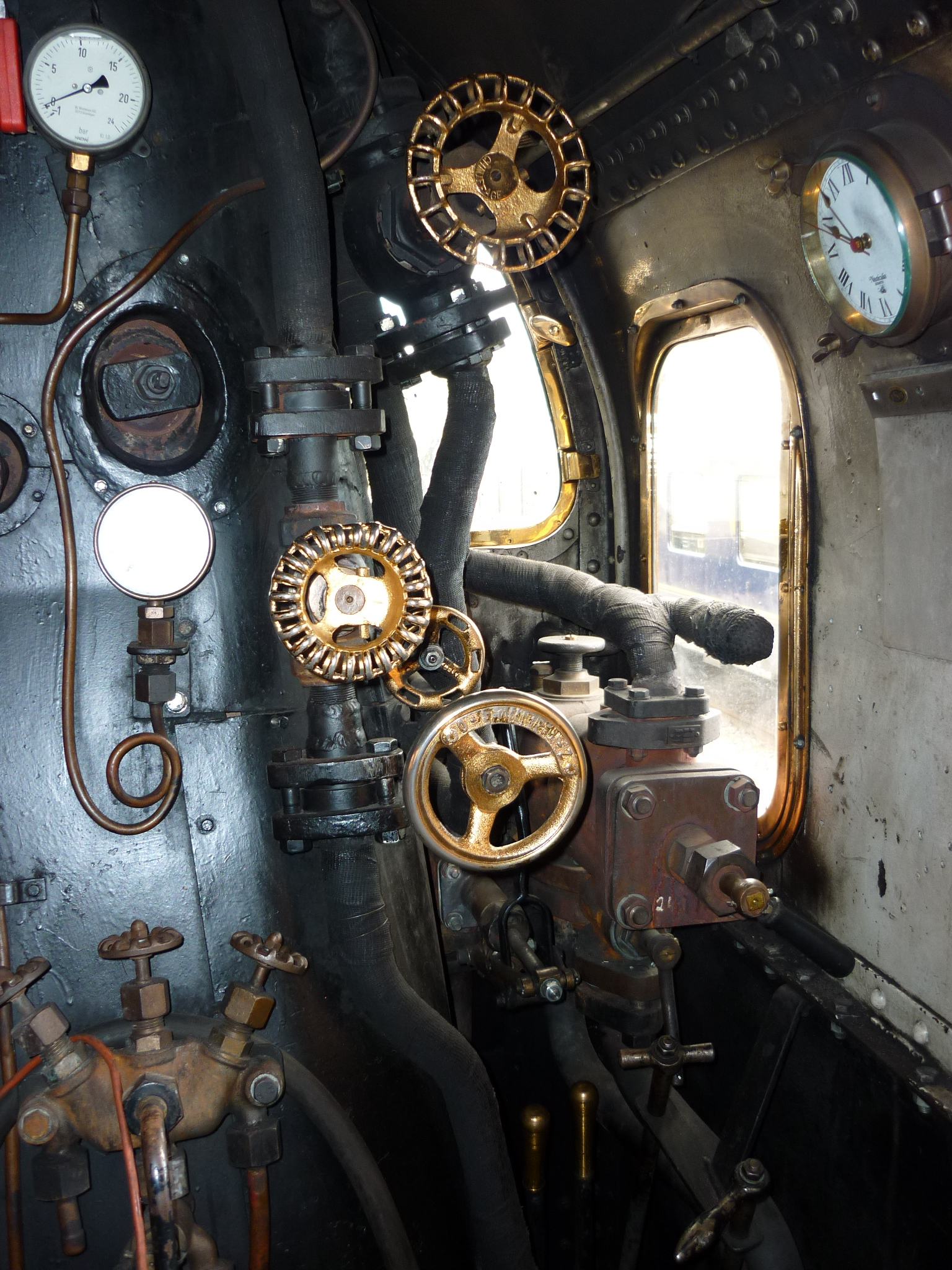
Führerstand rechts, Seite des Heizers
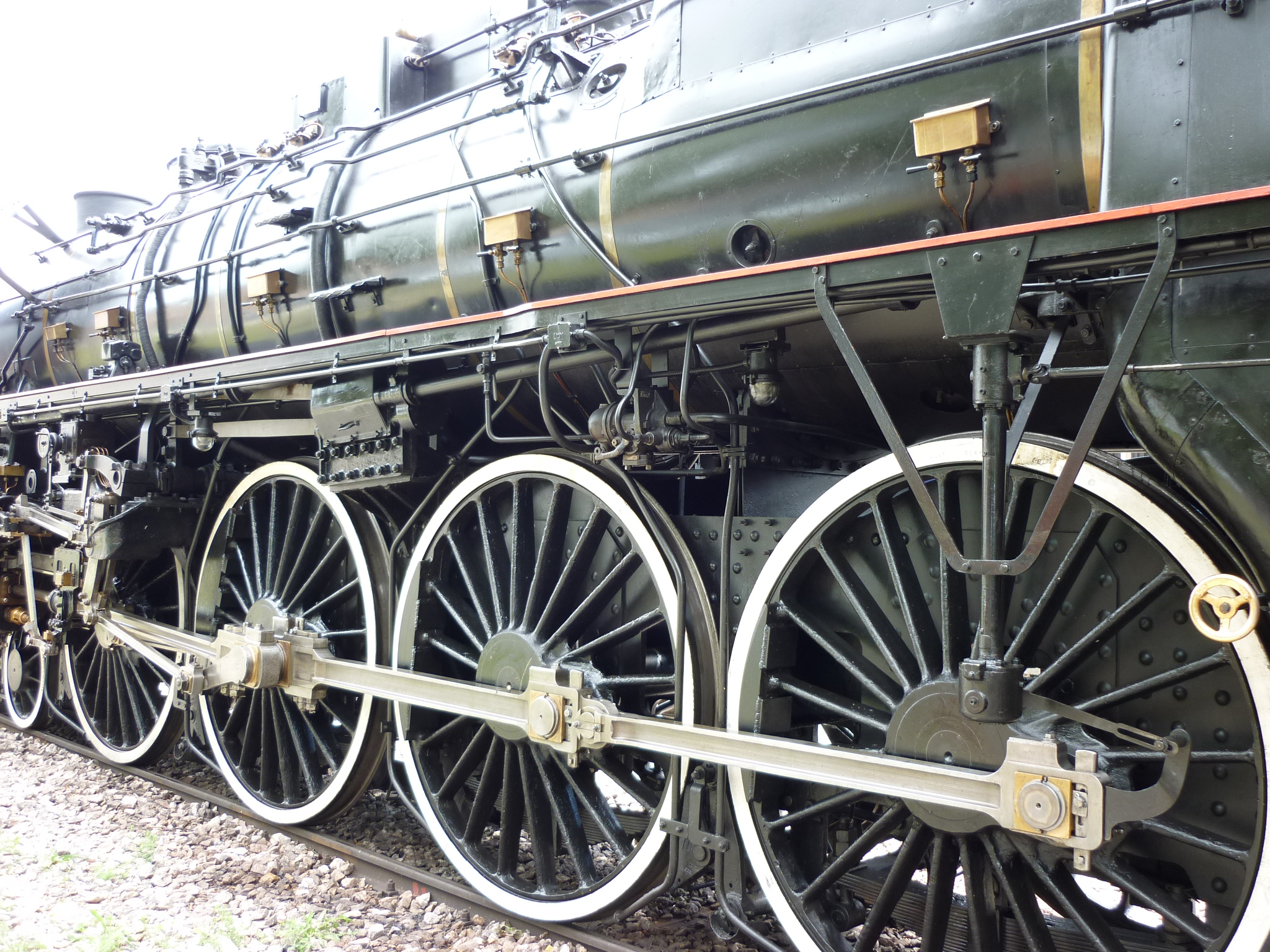
Triebwerk
- Dampflok Vorspann SNCF 241-A-65 mit 241.P.17

## Technik

### Lokomotive
Die Lokomotiven besaßen, wie in Frankreich bei leistungsfähigen Lokomotiven üblich, ein Vierzylinder-Verbundtriebwerk der Bauart De Glehn mit getrennt einstellbaren Heusinger-Steuerungen für Hoch- und Niederdrucktriebwerk. Die inneren Niederdruckzylinder arbeiteten auf die gekröpfte erste Kuppelachse, die äußeren Hochdruckzylinder auf die zweite. Über einen Schieber war es möglich, beim Anfahren oder bei hohem Leistungsbedarf auch den Niederdruckzylindern Frischdampf zuzuführen. Die Achsen waren in einem Blechrahmen gelagert, auf Ausgleichshebel wurde wegen der relativ weichen Federung verzichtet.
Der Kessel nach amerikanischem Vorbild wies einen Belpaire-Stehkessel mit großer Verbrennungskammer sowie Thermosyphons der Bauart Nicholson auf. Die Kesselspeisung erfolgte über einen Abdampfinjektor und zwei Frischdampfinjektoren.

### Windleitbleche
Die Lokomotiven wurden mit unterschiedlichen Windleitblechen ausgerüstet: Während der Prototyp anfangs überhaupt keine Windleitbleche hatte, erhielten die mit ACFI-Vorwärmern ausgerüsteten Lokomotiven der Est kleine, an der unteren Hinterkante abgeschrägte Windleitbleche, die mit Metcalfe-Injektoren ausgerüsteten Lokomotiven große Windleitbleche, die nicht nur an der Hinterkante, sondern auch an der am Schornstein liegenden oberen Vorderkante abgeschrägt waren. Die Lokomotiven der État hatten ursprünglich kleine rechteckige Windleitbleche, die bei der SNCF an die Varianten der Est angepasst wurden.

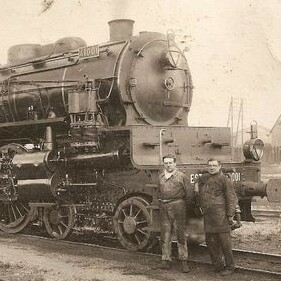
Est 41.001 ohne Windleitbleche
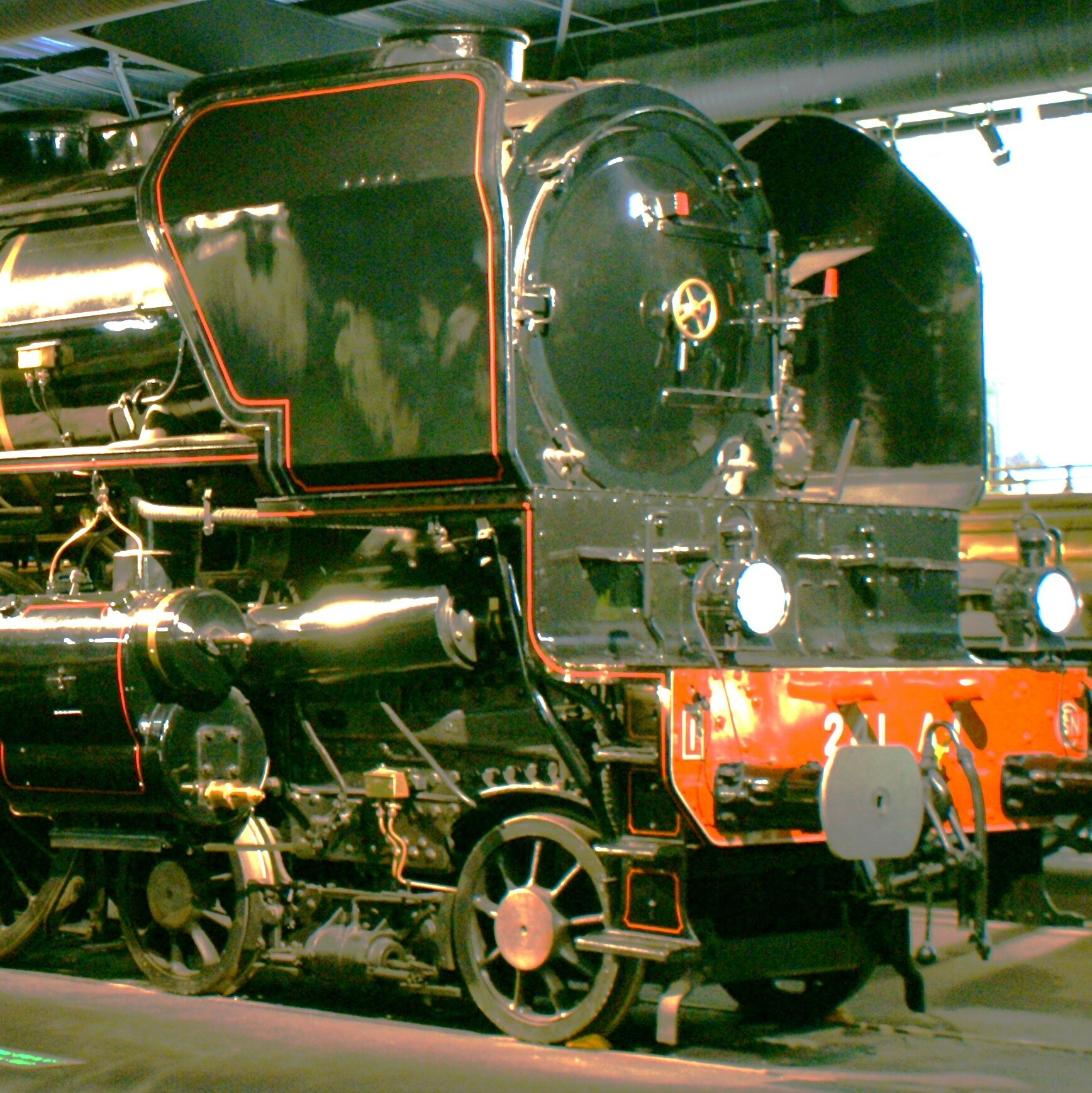
Est 41.001 mit kleinen Windleitblechen
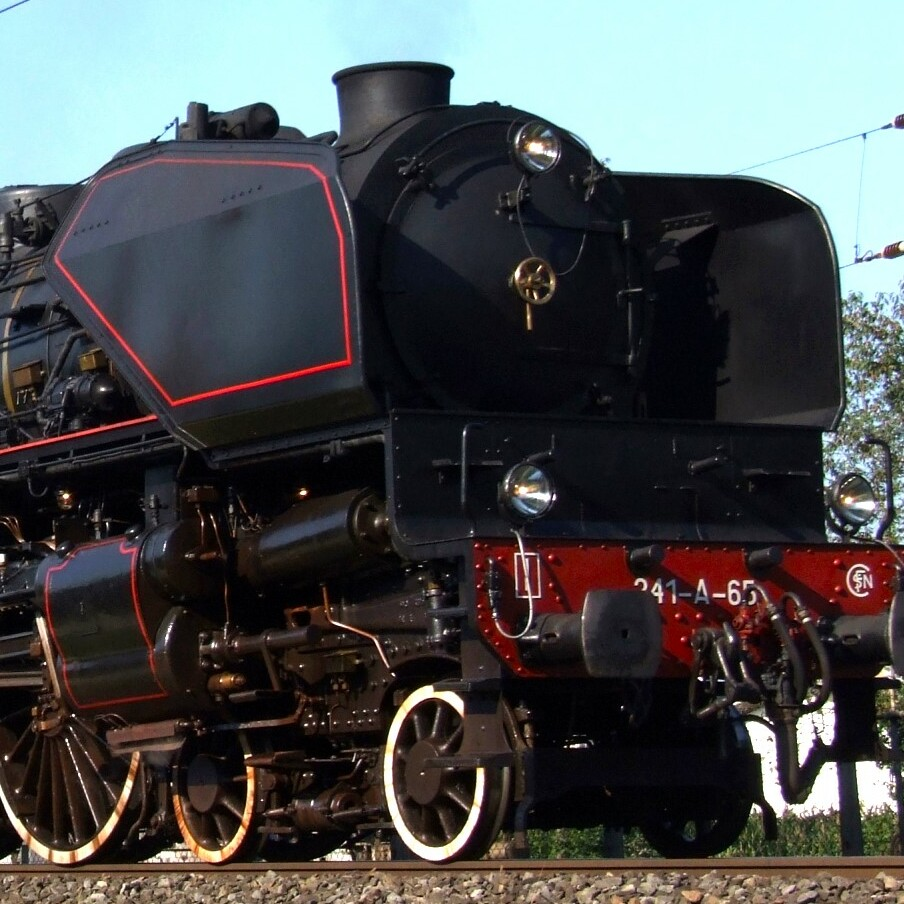
241 A 65 mit großen Windleitblechen
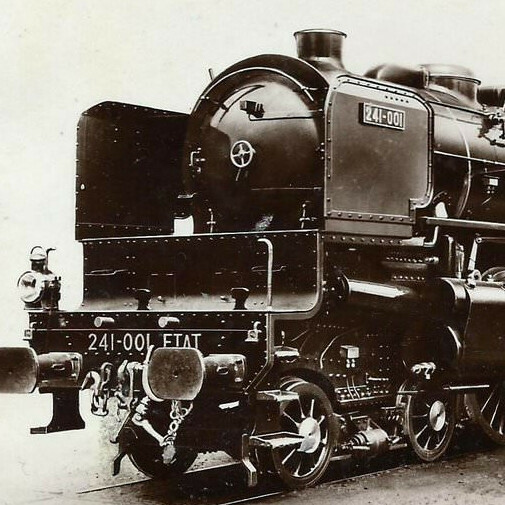
État 241-001 mit État-Windleitblechen

### Schlepptender
Die vierachsigen Schlepptender waren mit der TI-Kupplung ausgerüstet, wobei TI für Tender interchangeable ‚austauschbarer Tender‘ stand. Diese Einheitskupplung zwischen Lok und Tender ermöglichte es, die Lokomotiven je nach Einsatz mit unterschiedlich großen Schlepptendern zu kuppeln, weshalb die Tender bei der Est auch eigene, von der Lokomotive unabhängige Betriebsnummern erhielten. Die Lokomotiven verkehrten aber meistens mit einem Schlepptender, der 35 m³ Wasser und 8,5 t Kohle fasste. Die Tender der Est-Lokomotiven trugen bei der SNCF die Nummern 1-35 A 1 bis 82, bei der État die Nummern 3-35 A 1 bis 49, später 1-35 C 1 bis 49.
Nur die Tender der État-Lokomotiven besaßen einen pneumatischen Kohlenschieber und eine Schöpfvorrichtung für Wassertröge, um während der Fahrt Wasser aufnehmen zu können. Diese wurden jedoch selten benutzt und später entfernt.